# Le Chien du jardinier
Le Chien du jardinier (Comedia famosa del Perro del hortelano) est l'une des comédies les plus célèbres du dramaturge espagnol Lope de Vega (1562-1635). Imprimée à Madrid en 1618, cette pièce en trois actes a dû être écrite aux environs de 1613.
Son titre fait référence au comportement de l'héroïne, dont les atermoiements déterminent largement les péripéties de la pièce : en se montrant incapable d'avouer son amour aussi bien que de laisser le héros, Teodoro, aimer ailleurs, Diana, comtesse de Belflor, est en effet comparable au chien du jardinier qui ne mange pas les choux et ne les laisse pas manger.

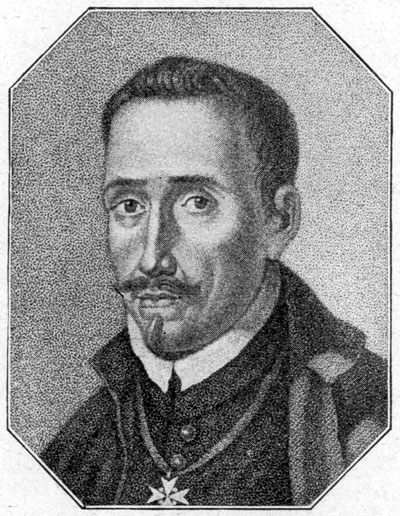
Lope de Vega (1562-1635)

## Personnages
- Diana, comtesse de Belflor.
- Teodoro, son secrétaire.

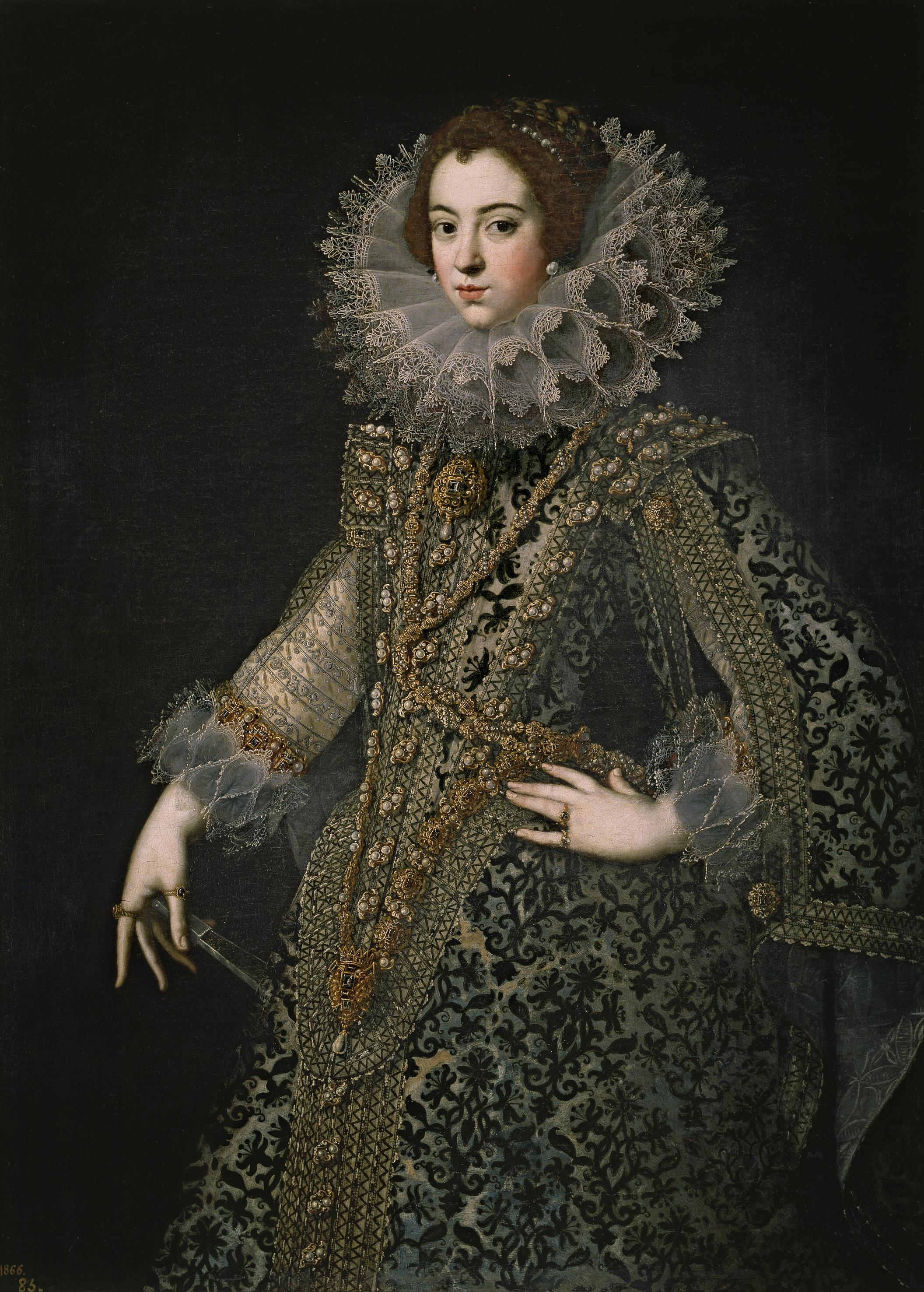
Une grande dame du Siècle d'Or espagnol (par Pantoja de la Cruz)

- Marcela, Dorotea, Anarda, ses femmes de chambre.
- Otavio, son majordome.
- Fabio, son gentilhomme (= gentilhomme qui accompagne une dame et la sert).
- Leonido, valet.
- Le comte Federico.
- Antonelo, laquais.
- Le comte Ludovico.
- Furio.
- Lirano.
- Tristan, valet de Teodoro.
- Le marquis Ricardo.
- Celio, valet.
- Camilo.
- Un page[3].

## Résumé

### Acte I
L'action se passe à Naples au XVIIe siècle. Diana, jeune comtesse de Belflor, aperçoit de nuit un homme dans ses appartements. En interrogeant ses femmes de chambre, elle apprend qu'il s'agit de son secrétaire, Teodoro, venu retrouver l'une des caméristes, Marcela. En aparte, elle avoue éprouver pour le jeune homme une attirance à laquelle son rang lui interdit de céder. Tandis que le public apprend, par des confidences de celui-ci à son valet Tristan, l'amour sincère que voue Teodoro à Marcela, Diana demande à son secrétaire d'améliorer un billet écrit par l'une de ses amies, dans lequel cette dame confesse s'être éprise d'un homme en le voyant aimer une autre femme. Au terme d'une brève visite du marquis Ricardo à la comtesse, la réponse du secrétaire ne se fait pas attendre : il refuse de comprendre un rêve immérité. Cependant, les encouragements répétés de Diana poussent le héros dans un abîme de perplexité : doit-il suivre son ambition ou craindre, en cas d'erreur, le ressentiment de la comtesse ? Lorsque Marcela lui annonce que sa patronne désire les marier, il croit s'être abusé et embrasse sa fiancée. Diana les surprend et fait enfermer la jeune fille dans sa chambre pour la punir de ce manque de tenue. Restée seule avec Teodoro, la comtesse reprend ses manigances : après avoir cherché à lui soutirer des confidences, elle tombe, lui demande de l'aider à se relever et le prie de ne pas divulguer cette chute s'il tient à relever sa fortune. Croyant avoir définitivement gagné les faveurs de Diana, le secrétaire décide de tenter sa chance auprès d'elle, quitte à renoncer à Marcela.

### Acte II
Une fois les deux soupirants de Diana, le marquis Ricardo et le comte Federico, sortis de scène, Teodoro offense Marcela par son dédain, de sorte que celle-ci se venge en offrant son cœur au valet Fabio. De son côté, la comtesse combat son amour pour un homme de condition inférieure, en donnant l'ordre au secrétaire de communiquer à Ricardo sa volonté d'épouser ce dernier. Après avoir chargé Fabio de la commission, Teodoro entreprend de reconquérir Marcela avec l'aide de son valet Tristan. Pour parvenir à ses fins, il médit de la comtesse qui, surprenant la scène, sent, avec la jalousie, l'amour se rallumer en son cœur. C'est pourquoi elle lui dicte une lettre dans laquelle elle confirme ses sentiments et lui reproche de ne pas savoir estimer sa chance, ce qui a pour effet de détourner à nouveau Teodoro de Marcela. Il déclare donc sa flamme à Diana, mais celle-ci le repousse, alors qu'elle vient juste de refuser également Ricardo. Le héros flétrit ce comportement, digne du chien du jardinier qui, sans manger les choux, défend qu'un autre les consomme. Peu flatteuse comparaison, pour laquelle la comtesse le gifle, au vu du comte Federico. Quelques instants plus tard, elle demande à Teodoro son mouchoir, que les soufflets ont taché de sang, et lui promet deux mille écus.

### Acte III
Comme ils présument que Teodoro est devenu l'amant de la comtesse, Ricardo et Federico décident de venger l'honneur familial en chargeant un spadassin d'assassiner le secrétaire. Prenant Tristan pour un tueur à gages, ils le recrutent sur le champ, mais celui-ci les dénonce à son maître, en même temps qu'il lui dévoile un plan susceptible de lui octroyer un rang égal à celui de Diana. Toutefois, Teodoro a pris le parti de quitter l'Espagne, et les adieux qu'il fait à la comtesse révèlent l'intensité de l'amour partagé. Quant à Marcela, elle profite de ce départ pour vouloir suivre le ci-devant secrétaire, dont elle espère bien se faire un mari, mais la comtesse le lui défend. Sur ces entrefaites, un nouveau personnage apparaît : le comte Ludovico, sans nouvelle, depuis vingt ans, de son fils Teodoro, capturé par des Maures de Bizerte. C'est Tristan, pour l'heure déguisé en Arménien, qui l'a attiré chez la comtesse, en prétendant lui faire retrouver  le cher disparu. Tandis que le valet élude les incitations au crime proférées par Ricardo et Federico, Diana et Teodoro pleurent ensemble l'inéluctable séparation, quand survient Ludovico, qui croit reconnaître son fils dans la personne du jeune amoureux. Un moment tenté de profiter de la situation, ce dernier finit par avouer à la comtesse la supercherie de son valet. Mais il y a dans cet aveu une telle noblesse de cœur, que Diana lui offre sa main, et la pièce se termine dans l'allégresse générale.

## Analyse

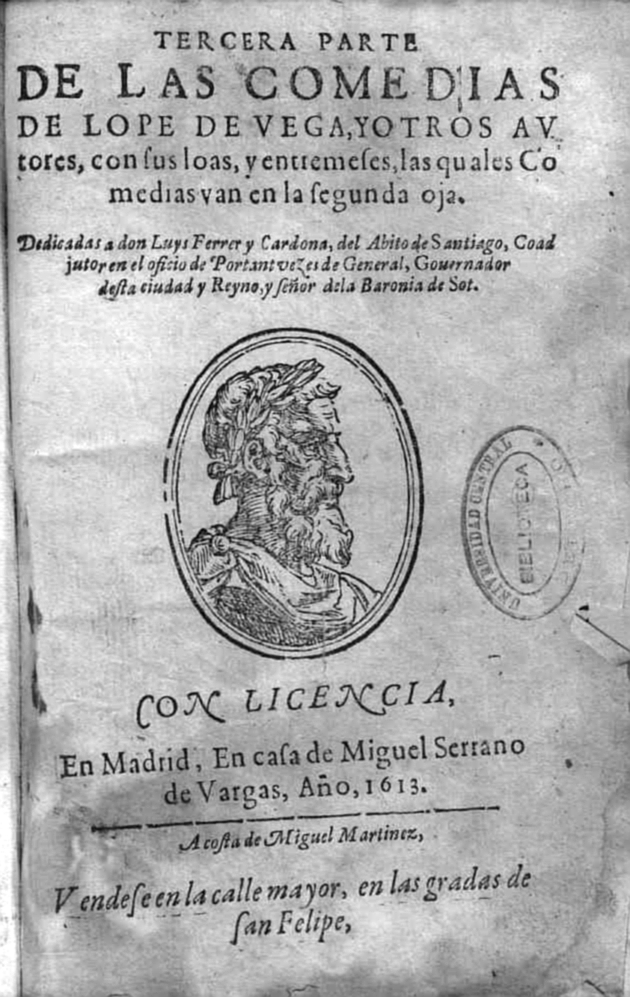
Une édition de 1613, année où aurait été écrit Le Chien du jardinier

Bien qu'endeuillées par les disparitions de son fils Carlos Félix et de sa femme Juana de Guardo, les années 1611-1614 se révèleront particulièrement fécondes pour Lope de Vega. C'est en effet l'époque où il compose ses plus grands succès, comme Fuente Ovejuna, El acero de Madrid, Peribañez y el Comendador de Ocaña ou Le Chien du jardinier. Outre la légendaire fécondité de leur auteur, ces pièces font triompher la formule par laquelle celui-ci imprimera sa marque sur la scène espagnole du Siècle d'Or, à savoir une rupture profonde avec les règles de l'Antiquité (particulièrement les trois unités), au profit d'une représentation plus directe de la vie, ce qui implique, entre autres, le mélange des genres et le primat des exigences de l'intrigue sur la cohérence psychologique. Pour une bonne part, Le Chien du jardinier est représentatif de cette comedia nueva, puisque la pièce relève à la fois de la comedia de secretario, qui met en scène les amours d'une grande dame et d'un secrétaire de basse extraction, et de la comedia palatina, dont l'action se situe dans le palais d'un pays étranger, en l'occurrence, Naples. Cependant, la psychologie demeure ici un puissant ressort de l'action, car même si les sentiments du héros ne semblent obéir qu'aux nécessités du drame, il n'en demeure pas moins que c'est le caractère versatile de l'héroïne qui conditionne les rebondissements de celui-ci, comme le souligne le titre de la pièce. Évidemment, le sens de l'honneur et le statut supérieur de la comtesse jouent un rôle prépondérant, mais l'auteur ne se livre ni à la tragédie ni à la critique sociale. Il préfère concentrer l'attention du spectateur sur les merveilles de l'amour et, au-delà, sur les merveilles de la fiction théâtrale. Dans cette comédie, en effet, le cliché de la reconnaissance finale est traité en clin d'œil, sans effet de réalisme : le vieux père excepté, personne n'est dupe, mais personne non plus ne résiste au plaisir d'une fin heureuse où l'amour est vainqueur. On assiste ainsi à une véritable illusion comique, et l'on comprend pourquoi le jeune Pierre Corneille tirera de l'Espagne l'inspiration de ses premières œuvres.

## Adaptations
- 1855 : Le Chien du Jardinier, opéra-comique en un acte d'Albert Grisar, sur un livret de Lockroy et Cormon
- 1968 : Le Chien du Jardinier, téléfilm ORTF - Comédie Française réalisé par Edmond Tyborowsky
- 1977 : Le Chien du jardinier, téléfilm musical soviétique de Ian Frid
- 1996 : Le Chien du jardinier (El perro del hortelano), film hispano-portugais de Pilar Miró

### Traduction française
- Lope de Vega, Le Chien du jardinier, édition et traduction de Fr. Serralta, coll. « Folio », Gallimard, 2011.
- Lope de Vega, Le Chien du jardinier, traduction versifiée de I.Ausseil, 2023.

### Étude en français
- S. Varga, Lope de Vega, Fayard, 2002.